# Danh sách cầu thủ tham dự Giải vô địch bóng đá Đông Nam Á 2018
Dưới đây là các đội hình cho Giải vô địch bóng đá Đông Nam Á 2018, diễn ra từ ngày 8 tháng 11 đến ngày 15 tháng 12 năm 2018.

## Bảng A

### Việt Nam
Huấn luyện viên trưởng:  Park Hang-seo
Đội hình cuối cùng đã được công bố vào ngày 3 tháng 11 năm 2018.
| Số | VT | Cầu thủ                       | Ngày sinh (tuổi)           | Trận | Bàn | Câu lạc bộ          |
| -- | -- | ----------------------------- | -------------------------- | ---- | --- | ------------------- |
| 26 | TM | Nguyễn Tuấn Mạnh              | 31 tháng 7, 1990           | 3    | 0   | Sanna Khánh Hòa BVN |
| 23 | TM | Đặng Văn Lâm                  | 13 tháng 8, 1993           | 3    | 0   | Hải Phòng           |
| 1  | TM | Bùi Tiến Dũng                 | 28 tháng 2, 1997           | 0    | 0   | FLC Thanh Hóa       |
|    |    |                               |                            |      |     |                     |
| 3  | HV | Quế Ngọc Hải (đội phó)        | 15 tháng 5, 1993           | 25   | 1   | Sông Lam Nghệ An    |
| 4  | HV | Bùi Tiến Dũng                 | 2 tháng 10, 1995           | 10   | 0   | Viettel             |
| 28 | HV | Đỗ Duy Mạnh                   | 29 tháng 9, 1996           | 7    | 0   | Hà Nội              |
| 5  | HV | Đoàn Văn Hậu                  | 19 tháng 4, 1999           | 3    | 0   | Hà Nội              |
| 12 | HV | Nguyễn Phong Hồng Duy         | 13 tháng 6, 1996           | 1    | 0   | Hoàng Anh Gia Lai   |
| 21 | HV | Trần Đình Trọng               | 25 tháng 4, 1997           | 1    | 0   | Hà Nội              |
| 17 | HV | Lục Xuân Hưng                 | 15 tháng 4, 1995           | 0    | 0   | FLC Thanh Hóa       |
|    |    |                               |                            |      |     |                     |
| 8  | TV | Nguyễn Trọng Hoàng            | 14 tháng 4, 1989           | 50   | 12  | FLC Thanh Hóa       |
| 6  | TV | Lương Xuân Trường (đội phó 2) | 28 tháng 4, 1995           | 17   | 1   | Hoàng Anh Gia Lai   |
| 29 | TV | Nguyễn Huy Hùng               | 2 tháng 3, 1992            | 15   | 1   | Quảng Nam           |
| 19 | TV | Nguyễn Quang Hải              | 12 tháng 4, 1997 (20 tuổi) | 4    | 1   | Hà Nội              |
| 15 | TV | Phạm Đức Huy                  | 20 tháng 1, 1995           | 0    | 0   | Hà Nội              |
| 16 | TV | Đỗ Hùng Dũng                  | 8 tháng 9, 1993            | 0    | 0   | Hà Nội              |
|    |    |                               |                            |      |     |                     |
| 10 | TĐ | Nguyễn Văn Quyết (đội trưởng) | 27 tháng 6, 1991           | 47   | 14  | Hà Nội              |
| 11 | TĐ | Nguyễn Anh Đức                | 24 tháng 10, 1985          | 26   | 7   | Becamex Bình Dương  |
| 14 | TĐ | Nguyễn Công Phượng            | 21 tháng 1, 1995           | 16   | 4   | Hoàng Anh Gia Lai   |
| 9  | TĐ | Nguyễn Văn Toàn               | 12 tháng 4, 1996           | 15   | 4   | Hoàng Anh Gia Lai   |
| 20 | TĐ | Phan Văn Đức                  | 11 tháng 4, 1996           | 1    | 0   | Sông Lam Nghệ An    |
| 13 | TĐ | Hà Đức Chinh                  | 22 tháng 9, 1997           | 0    | 0   | SHB Đà Nẵng         |
| 22 | TĐ | Nguyễn Tiến Linh              | 20 tháng 10, 1997          | 0    | 0   | Becamex Bình Dương  |

### Malaysia
Huấn luyện viên trưởng:  Tan Cheng Hoe
Đội hình cuối cùng đã được công bố vào ngày 4 tháng 11 năm 2018.
| Số | VT | Cầu thủ                           | Ngày sinh (tuổi)  | Trận | Bàn | Câu lạc bộ         |
| -- | -- | --------------------------------- | ----------------- | ---- | --- | ------------------ |
|    | TM | Khairul Fahmi Che Mat             | 7 tháng 1, 1989   | 49   | 0   | Melaka United      |
|    | TM | Hafizul Hakim Khairul Nizam Jothy | 30 tháng 3, 1993  | 9    | 0   | Perak              |
|    | TM | Farizal Marlias                   | 29 tháng 6, 1986  | 33   | 0   | Johor Darul Ta'zim |
|    |    |                                   |                   |      |     |                    |
|    | HV | Shahrul Saad                      | 8 tháng 7, 1993   | 18   | 1   | Perak              |
|    | HV | Adam Nor Azlin                    | 5 tháng 1, 1996   | 5    | 1   | Johor Darul Ta'zim |
|    | HV | Amirul Azhan Aznan                | 23 tháng 7, 1993  | 3    | 0   | Perak              |
|    | HV | Irfan Zakaria                     | 4 tháng 6, 1995   | 6    | 1   | Kuala Lumpur       |
|    | HV | Syahmi Safari                     | 5 tháng 2, 1998   | 4    | 0   | Selangor           |
|    | HV | Syazwan Andik Ishak               | 4 tháng 8, 1996   | 6    | 1   | Kuala Lumpur       |
|    | HV | Nazirul Naim Che Hashim           | 6 tháng 4, 1993   | 17   | 0   | Perak              |
|    | HV | Aidil Zafuan Radzak (đội trưởng)  | 3 tháng 8, 1987   | 71   | 3   | Johor Darul Ta'zim |
|    |    |                                   |                   |      |     |                    |
|    | TV | Akhyar Rashid                     | 1 tháng 5, 1999   | 7    | 1   | Kedah              |
|    | TV | Mohamadou Sumareh                 | 20 tháng 9, 1994  | 2    | 1   | Pahang             |
|    | TV | Akram Mahinan                     | 19 tháng 1, 1993  | 10   | 0   | Kedah              |
|    | TV | Syamer Kutty Abba                 | 1 tháng 10, 1997  | 4    | 0   | Johor Darul Ta'zim |
|    | TV | Kenny Pallraj Davaragi            | 21 tháng 4, 1993  | 3    | 0   | Perak              |
|    | TV | Syazwan Zainon                    | 13 tháng 11, 1989 | 15   | 2   | Kedah              |
|    | TV | Safawi Rasid                      | 5 tháng 3, 1997   | 9    | 3   | Johor Darul Ta'zim |
|    |    |                                   |                   |      |     |                    |
|    | TĐ | Zaquan Adha Radzak                | 3 tháng 8, 1987   | 39   | 9   | Kuala Lumpur       |
|    | TĐ | Norshahrul Idlan Talaha           | 8 tháng 6, 1986   | 59   | 8   | Pahang             |
|    | TĐ | Shahrel Fikri Fauzi               | 17 tháng 10, 1994 | 6    | 1   | Nakhon Ratchasima  |
|    | TĐ | Syafiq Ahmad                      | 28 tháng 6, 1995  | 5    | 3   | Johor Darul Ta'zim |
|    | TĐ | Hazwan Bakri                      | 19 tháng 6, 1991  | 26   | 7   | Johor Darul Ta'zim |

### Myanmar
Huấn luyện viên trưởng:  Antoine Hey
| Số | VT | Cầu thủ            | Ngày sinh (tuổi)            | Trận | Bàn | Câu lạc bộ      |
| -- | -- | ------------------ | --------------------------- | ---- | --- | --------------- |
| 1  | TM | Kyaw Zin Htet      | 2 tháng 3, 1990             | 7    | 0   | Yangon United   |
| 25 | TM | Sann Satt Naing    | 4 tháng 11, 1997            | 1    | 0   | Yangon United   |
| 18 | TM | Phone Thit Sar Min | 6 tháng 11, 1997            | 0    | 0   | Shan United     |
|    |    |                    |                             |      |     |                 |
| 2  | HV | Htike Htike Aung   | 1 tháng 2, 1995             | 5    | 0   | Shan United     |
| 3  | HV | Thein Than Win     | 25 tháng 5, 1990            | 24   | 0   | Yadanarbon      |
| 32 | HV | Zaw Min Tun        | 20 tháng 5, 1992            | 58   | 4   | Chonburi        |
| 4  | HV | David Htan         | 13 tháng 5, 1990            | 53   | 3   | Shan United     |
| 5  | HV | Nanda Kyaw         | 3 tháng 9, 1996             | 9    | 0   | Magwe           |
| 15 | HV | Soe Moe Kyaw       | 23 tháng 3, 1999 (19 tuổi)  | 3    | 0   | ISPE            |
| 24 | HV | Win Moe Kyaw       | 9 tháng 10, 1996 (21 tuổi)  | 1    | 0   | Magwe           |
| 27 | HV | Pyae Phyo Zaw      | 2 tháng 6, 1994             | 0    | 0   | Yangon United   |
|    |    |                    |                             |      |     |                 |
| 6  | TV | Hlaing Bo Bo       | 12 tháng 6, 1996            | 15   | 0   | Yadanarbon      |
| 7  | TV | Ye Ko Oo           | 20 tháng 8, 1994            | 11   | 0   | Yadanarbon      |
| 8  | TV | Maung Maung Soe    | 6 tháng 8, 1995 (23 tuổi)   | 3    | 0   | Magwe           |
| 13 | TV | Ye Yint Aung       | 26 tháng 2, 1998 (20 tuổi)  | 0    | 0   | Yadanarbon      |
| 14 | TV | Yan Naing Oo       | 31 tháng 3, 1996            | 16   | 1   | Shan United     |
| 16 | TV | Sithu Aung         | 16 tháng 10, 1996           | 18   | 3   | Chonburi        |
| 17 | TV | Myo Ko Tun         | 9 tháng 3, 1995             | 7    | 0   | Yadanarbon      |
| 19 | TV | Htet Phyo Wai      | 15 tháng 12, 1996           | 3    | 0   | Shan United     |
| 11 | TĐ | Maung Maung Lwin   | 18 tháng 6, 1995            | 22   | 2   | Yangon United   |
| 12 | TĐ | Myat Kaung Khant   | 15 tháng 7, 2000 (18 tuổi)  | 2    | 1   | Yadanarbon      |
| 26 | TV | Lwin Moe Aung      | 10 tháng 12, 1999 (18 tuổi) | 3    | 0   | ISPE            |
|    |    |                    |                             |      |     |                 |
| 9  | TĐ | Zin Min Tun        | 12 tháng 6, 1993            | 1    | 0   | Shan United     |
| 10 | TĐ | Aung Thu           | 22 tháng 5, 1996            | 27   | 8   | Police Tero     |
| 20 | TV | Than Htet Aung     | 5 tháng 6, 1993             | 3    | 0   | Zwekapin United |
| 21 | TĐ | Aee Soe            | 15 tháng 12, 1996           | 2    | 0   | Yangon United   |
| 22 | TĐ | Kaung Sett Naing   | 21 tháng 3, 1993            | 7    | 0   | Samut Sakhon    |

### Campuchia
Huấn luyện viên trưởng:  Honda Keisuke
Dưới đây là 25 cầu thủ đã được triệu tập cho trại huấn luyện trước Giải vô địch bóng đá Đông Nam Á 2018.
| Số | VT | Cầu thủ                       | Ngày sinh (tuổi)  | Trận | Bàn | Câu lạc bộ                  |
| -- | -- | ----------------------------- | ----------------- | ---- | --- | --------------------------- |
| 1  | TM | Chea Vansak                   | 2 tháng 8, 1999   | 0    | 0   | Visakha                     |
| 21 | TM | Keo Soksela                   | 1 tháng 8, 1997   | 1    | 0   | Visakha                     |
| 22 | TM | Um Vichet                     | 27 tháng 11, 1993 | 3    | 0   | National Defense Ministry   |
|    |    |                               |                   |      |     |                             |
| 2  | HV | Nen Sothearoth                | 24 tháng 12, 1995 | 16   | 0   | Preah Khan Reach Svay Rieng |
| 3  | HV | Sath Rosib                    | 7 tháng 7, 1997   | 4    | 0   | Boeung Ket                  |
| 4  | HV | Sareth Krya                   | 3 tháng 3, 1996   | 4    | 0   | Preah Khan Reach Svay Rieng |
| 5  | HV | Soeuy Visal                   | 19 tháng 8, 1995  | 45   | 3   | Preah Khan Reach Svay Rieng |
| 6  | HV | Hong Pheng                    | 1 tháng 11, 1989  | 20   | 1   | Boeung Ket                  |
| 18 | HV | Sor Piseth                    | 8 tháng 8, 1992   | 5    | 0   | National Defense Ministry   |
| 19 | HV | Cheng Meng                    | 27 tháng 2, 1998  | 6    | 0   | Nagaworld                   |
|    |    |                               |                   |      |     |                             |
| 8  | TV | Orn Chanpolin                 | 15 tháng 3, 1998  | 4    | 0   | Phnom Penh Crown            |
| 10 | TV | Kouch Sokumpheak (đội trưởng) | 15 tháng 2, 1987  | 48   | 6   | Nagaworld                   |
| 12 | TV | Sos Suhana                    | 4 tháng 4, 1992   | 45   | 2   | Nagaworld                   |
| 13 | TV | In Sodavid                    | 2 tháng 7, 1998   | 7    | 0   | Phnom Penh Crown            |
| 15 | TV | Tith Dina                     | 5 tháng 6, 1993   | 32   | 2   | Visakha                     |
| 16 | TV | Sin Kakada                    | 29 tháng 7, 2000  | 3    | 0   | Phnom Penh Crown            |
| 17 | TV | Chhin Chhoeun                 | 10 tháng 9, 1992  | 53   | 4   | National Defense Ministry   |
| 20 | TV | Brak Thiva                    | 5 tháng 12, 1998  | 6    | 0   | Phnom Penh Crown            |
| 23 | TV | Thierry Chantha Bin (đội phó) | 1 tháng 6, 1991   | 31   | 3   | Terengganu                  |
| 24 | TV | Kouch Dani                    | 11 tháng 10, 1990 | 2    | 0   | Nagaworld                   |
|    |    |                               |                   |      |     |                             |
| 7  | TĐ | Prak Mony Udom                | 24 tháng 8, 1994  | 50   | 9   | Preah Khan Reach Svay Rieng |
| 9  | TĐ | Keo Sokpheng                  | 3 tháng 3, 1992   | 35   | 8   | Visakha                     |
| 11 | TĐ | Chan Vathanaka                | 23 tháng 1, 1994  | 41   | 14  | Boeung Ket                  |
| 14 | TĐ | Reung Bunheing                | 25 tháng 9, 1992  | 3    | 1   | National Defense Ministry   |
|    | TĐ | Sieng Chanthea                | 9 tháng 9, 2002   | 0    | 0   | FFC Academy                 |

### Lào
Huấn luyện viên trưởng:  Varadaraju Sundramoorthy
Dưới đây là đội hình đội tuyển Lào được triệu tập để tham dự AFF Cup 2018.

| Số | VT | Cầu thủ                             | Ngày sinh (tuổi)           | Trận | Bàn | Câu lạc bộ            |
| -- | -- | ----------------------------------- | -------------------------- | ---- | --- | --------------------- |
| 1  | TM | Saymanolinh Paseuth                 | 19 tháng 7, 1999           | 8    | 0   | Young Elephant        |
| 12 | TM | Outthilath Nammakhoth               | 13 tháng 9, 1996           | 5    | 0   | Master 7              |
| 18 | TM | Keo Oudone Souvannasangso           | 19 tháng 6, 2000           | 0    | 0   | Lao Army              |
|    |    |                                     |                            |      |     |                       |
| 2  | HV | Vanna Bounlovongsa                  | 21 tháng 11, 1998          | 3    | 0   | Louang Prabang United |
| 4  | HV | Lathasay Lounlasy                   | 29 tháng 3, 1998           | 14   | 0   | Young Elephant        |
| 5  | HV | Thinnakone Vongsa                   | 20 tháng 3, 1992           | 6    | 0   | Lao Police Club       |
| 6  | HV | Thothilath Sibounhuang (đội trưởng) | 5 tháng 11, 1990 (28 tuổi) | 28   | 0   | Samut Prakan          |
| 13 | HV | Aphixay Thanakhanty                 | 15 tháng 7, 1998           | 4    | 0   | Young Elephant        |
| 14 | HV | Mek Insoumang                       | 12 tháng 4, 1999           | 0    | 0   | Young Elephant        |
| 15 | HV | Sonevilay Sihavong                  | 18 tháng 8, 1996           | 2    | 0   | Master 7              |
| 19 | HV | Kittisak Phomvongsa                 | 27 tháng 7, 1999           | 3    | 0   | Young Elephant        |
|    |    |                                     |                            |      |     |                       |
| 3  | TV | Kaharn Phetsivilay                  | 9 tháng 9, 1999            | 6    | 0   | Young Elephant        |
| 7  | TV | Soukaphone Vongchiengkham           | 9 tháng 3, 1992            | 45   | 12  | Sisaket               |
| 8  | TV | Phathana Phommathep                 | 27 tháng 2, 1999           | 10   | 1   | Chonburi Academy      |
| 10 | TV | Chanthaphone Waenvongsoth           | 4 tháng 11, 1994           | 19   | 0   | Nan                   |
| 11 | TV | Chansamone Phommalivong             | 6 tháng 4, 1998            | 4    | 0   | Young Elephant        |
| 17 | TV | Bounphachan Bounkong                | 29 tháng 11, 2000          | 8    | 1   | Young Elephant        |
| 21 | TV | Tiny Bounmalay                      | 6 tháng 6, 1993            | 15   | 0   | Lao Police Club       |
| 22 | TV | Phithack Kongmathilath              | 6 tháng 8, 1996            | 14   | 4   | Lao Army              |
| 23 | TV | Phouthone Innalay                   | 11 tháng 2, 1992           | 20   | 1   | Lao Army              |
|    |    |                                     |                            |      |     |                       |
| 9  | TĐ | Soukchinda Natphasouk               | 30 tháng 10, 1995          | 14   | 1   | Lao Police Club       |
| 16 | TĐ | Thatsaphone Saysouk                 | 13 tháng 9, 2000           | 1    | 0   | Young Elephant        |
| 20 | TĐ | Somxay Keohanam                     | 27 tháng 7, 1998           | 10   | 1   | Young Elephant        |

## Bảng B

### Thái Lan
Huấn luyện viên trưởng:  Milovan Rajevac
Đội hình cuối cùng đã được công bố vào ngày 5 tháng 11 năm 2018.
| Số | VT | Cầu thủ                           | Ngày sinh (tuổi) | Trận | Bàn | Câu lạc bộ           |
| -- | -- | --------------------------------- | ---------------- | ---- | --- | -------------------- |
|    | TM | Chatchai Budprom                  | 4 tháng 2, 1987  | 3    | 0   | Bangkok Glass        |
|    | TM | Siwarak Tedsungnoen               | 20 tháng 4, 1984 | 11   | 0   | Buriram United       |
|    | TM | Saranon Anuin                     | 24 tháng 3, 1994 | 0    | 0   | Chiangrai United     |
|    |    |                                   |                  |      |     |                      |
|    | HV | Pansa Hemviboon                   | 8 tháng 7, 1990  | 10   | 1   | Buriram United       |
|    | HV | Korrakot Wiriyaudomsiri           | 19 tháng 1, 1988 | 4    | 0   | Buriram United       |
|    | HV | Manuel Bihr                       | 17 tháng 9, 1993 | 3    | 0   | Bangkok United       |
|    | HV | Mika Chunuonsee                   | 26 tháng 3, 1989 | 2    | 0   | Bangkok United       |
|    | HV | Kevin Deeromram                   | 11 tháng 9, 1997 | 1    | 0   | Port                 |
|    | HV | Suphan Thongsong                  | 26 tháng 8, 1994 | 2    | 0   | Suphanburi           |
|    | HV | Chalermpong Kerdkaew (đội trưởng) | 7 tháng 11, 1986 | 10   | 0   | Nakhon Ratchasima    |
|    | HV | Philip Roller                     | 10 tháng 6, 1994 | 6    | 1   | Ratchaburi Mitr Phol |
|    |    |                                   |                  |      |     |                      |
|    | TV | Mongkol Tossakrai                 | 5 tháng 9, 1987  | 37   | 10  | Police Tero          |
|    | TV | Thitipan Puangchan                | 1 tháng 9, 1993  | 18   | 5   | Bangkok Glass        |
|    | TV | Tanaboon Kesarat                  | 21 tháng 9, 1993 | 34   | 1   | Bangkok Glass        |
|    | TV | Sasalak Haiprakhon                | 8 tháng 1, 1996  | 3    | 0   | Buriram United       |
|    | TV | Pokklaw Anan                      | 4 tháng 3, 1991  | 35   | 5   | Bangkok United       |
|    | TV | Sumanya Purisai                   | 5 tháng 12, 1986 | 15   | 0   | Bangkok United       |
|    | TV | Sanrawat Dechmitr                 | 3 tháng 8, 1989  | 21   | 0   | Bangkok United       |
|    | TV | Pakorn Prempak                    | 2 tháng 2, 1993  | 4    | 0   | Port                 |
|    | TV | Nurul Sriyankem                   | 8 tháng 2, 1992  | 11   | 0   | Port                 |
|    |    |                                   |                  |      |     |                      |
|    | TĐ | Supachai Jaided                   | 1 tháng 12, 1998 | 2    | 0   | Buriram United       |
|    | TĐ | Adisak Kraisorn                   | 1 tháng 2, 1991  | 27   | 8   | Muangthong United    |
|    | TĐ | Chananan Pombuppha                | 17 tháng 3, 1992 | 4    | 0   | Suphanburi           |

### Indonesia
Huấn luyện viên trưởng:  Bima Sakti
Đội hình cuối cùng đã được công bố vào ngày 3 tháng 11 năm 2018.
| Số | VT | Cầu thủ             | Ngày sinh (tuổi)  | Trận | Bàn | Câu lạc bộ      |
| -- | -- | ------------------- | ----------------- | ---- | --- | --------------- |
| 1  | TM | Awan Setho          | 20 tháng 3, 1997  | 2    | 0   | Bhayangkara     |
| 12 | TM | Andritany Ardhiyasa | 26 tháng 12, 1991 | 10   | 0   | Persija Jakarta |
| 22 | TM | Muhammad Ridho      | 21 tháng 1, 1991  | 1    | 0   | Borneo          |
|    |    |                     |                   |      |     |                 |
| 2  | HV | Putu Gede           | 7 tháng 6, 1995   | 7    | 0   | Bhayangkara     |
| 3  | HV | Alfath Fathier      | 28 tháng 5, 1996  | 1    | 0   | Madura United   |
| 5  | HV | Bagas Adi           | 8 tháng 3, 1997   | 5    | 0   | Arema           |
| 11 | HV | Gavin Kwan          | 5 tháng 4, 1996   | 6    | 1   | Barito Putera   |
| 14 | HV | Rizky Pora          | 22 tháng 11, 1989 | 18   | 1   | Barito Putera   |
| 15 | HV | Ricky Fajrin        | 6 tháng 9, 1995   | 9    | 0   | Bali United     |
| 16 | HV | Fachrudin Aryanto   | 19 tháng 2, 1989  | 31   | 2   | Madura United   |
| 23 | HV | Hansamu Yama        | 16 tháng 1, 1995  | 11   | 3   | Barito Putera   |
|    |    |                     |                   |      |     |                 |
| 4  | TV | Zulfiandi           | 17 tháng 7, 1995  | 3    | 0   | Sriwijaya       |
| 6  | TV | Evan Dimas          | 13 tháng 3, 1995  | 18   | 2   | Selangor        |
| 8  | TV | Muhammad Hargianto  | 24 tháng 7, 1996  | 7    | 0   | Bhayangkara     |
| 10 | TV | Stefano Lilipaly    | 20 tháng 1, 1990  | 15   | 2   | Bali United     |
| 13 | TV | Febri Hariyadi      | 19 tháng 2, 1996  | 8    | 0   | Persib Bandung  |
| 17 | TV | Septian David       | 1 tháng 9, 1996   | 10   | 2   | Mitra Kukar     |
| 18 | TV | Irfan Jaya          | 1 tháng 5, 1996   | 3    | 2   | Persebaya       |
| 19 | TV | Bayu Pradana        | 19 tháng 4, 1991  | 20   | 0   | Mitra Kukar     |
| 20 | TV | Riko Simanjuntak    | 26 tháng 1, 1992  | 1    | 0   | Persija Jakarta |
| 21 | TV | Andik Vermansyah    | 23 tháng 11, 1991 | 18   | 2   | Kedah           |
|    |    |                     |                   |      |     |                 |
| 7  | TĐ | Dedik Setiawan      | 27 tháng 6, 1994  | 3    | 0   | Arema           |
| 9  | TĐ | Alberto Gonçalves   | 31 tháng 12, 1980 | 2    | 2   | Sriwijaya       |

### Philippines
Huấn luyện viên trưởng:  Sven-Göran Eriksson
Đội hình sơ bộ có 29 cầu thủ đã được công bố vào ngày 4 tháng 11 năm 2018 cho trại huấn luyện Manila.
| Số | VT | Cầu thủ             | Ngày sinh (tuổi)  | Trận | Bàn | Câu lạc bộ            |
| -- | -- | ------------------- | ----------------- | ---- | --- | --------------------- |
|    | TM | Patrick Deyto       | 15 tháng 2, 1990  | 16   | 0   | Davao Aguilas         |
|    | TM | Neil Etheridge      | 7 tháng 2, 1990   | 61   | 0   | Cardiff City          |
|    | TM | Michael Falkesgaard | 9 tháng 4, 1991   | 2    | 0   | Bangkok United        |
|    |    |                     |                   |      |     |                       |
|    | HV | Amani Aguinaldo     | 24 tháng 4, 1995  | 35   | 0   | Ceres–Negros          |
|    | HV | Marco Casambre      | 18 tháng 12, 1998 | 1    | 0   | Global Cebu           |
|    | HV | Carli de Murga      | 30 tháng 11, 1988 | 32   | 3   | Ceres–Negros          |
|    | HV | Stephan Palla       | 15 tháng 5, 1989  | 9    | 0   | Buriram United        |
|    | HV | Daisuke Sato        | 20 tháng 9, 1994  | 36   | 3   | Sepsi Sfântu Gheorghe |
|    | HV | Álvaro Silva        | 30 tháng 3, 1984  | 4    | 0   | Kedah                 |
|    | HV | Martin Steuble      | 9 tháng 6, 1988   | 33   | 2   | Ceres–Negros          |
|    |    |                     |                   |      |     |                       |
|    | TV | Kevin Ingreso       | 10 tháng 2, 1993  | 20   | 2   | Ceres–Negros          |
|    | TV | Paul Mulders        | 16 tháng 1, 1981  | 41   | 2   | Global Cebu           |
|    | TV | Manuel Ott          | 6 tháng 5, 1992   | 43   | 4   | Ceres–Negros          |
|    | TV | Mike Ott            | 2 tháng 3, 1995   | 14   | 2   | Ceres–Negros          |
|    | TV | Iain Ramsay         | 27 tháng 2, 1988  | 23   | 4   | FELDA United          |
|    | TV | Adam Reed           | 8 tháng 5, 1991   | 4    | 0   | Davao Aguilas         |
|    | TV | Stephan Schröck     | 21 tháng 8, 1986  | 25   | 4   | Ceres–Negros          |
|    | TV | John-Patrick Strauß | 28 tháng 1, 1996  | 1    | 0   | Erzgebirge Aue        |
|    | TV | Luke Woodland       | 21 tháng 7, 1995  | 13   | 0   | Suphanburi            |
|    | TV | James Younghusband  | 4 tháng 9, 1986   | 88   | 11  | Davao Aguilas         |
|    |    |                     |                   |      |     |                       |
|    | TĐ | Misagh Bahadoran    | 10 tháng 1, 1987  | 58   | 8   | Unattached            |
|    | TĐ | Jovin Bedic         | 8 tháng 6, 1990   | 5    | 1   | Kaya FC-Iloilo        |
|    | TĐ | Curt Dizon          | 4 tháng 2, 1994   | 9    | 1   | Ceres–Negros          |
|    | TĐ | Javier Gayoso       | 11 tháng 2, 1997  | 3    | 1   | Ateneo Blue Eagles    |
|    | TĐ | Javier Patiño       | 14 tháng 2, 1988  | 14   | 6   | Buriram United        |
|    | TĐ | OJ Porteria         | 9 tháng 5, 1994   | 26   | 2   | Ceres–Negros          |
|    | TĐ | Patrick Reichelt    | 5 tháng 6, 1988   | 45   | 7   | Ceres–Negros          |
|    | TĐ | Phil Younghusband   | 4 tháng 8, 1987   | 98   | 51  | Davao Aguilas         |

### Singapore
Huấn luyện viên trưởng:  Fandi Ahmad
Đội hình cuối cùng đã được công bố vào ngày 4 tháng 11 năm 2018.
| Số | VT | Cầu thủ                   | Ngày sinh (tuổi)  | Trận | Bàn | Câu lạc bộ          |
| -- | -- | ------------------------- | ----------------- | ---- | --- | ------------------- |
| 1  | TM | Izwan Mahbud              | 14 tháng 6, 1992  | 44   | 0   | Nongbua Pitchaya    |
| 18 | TM | Hassan Sunny              | 2 tháng 4, 1984   | 77   | 0   | Army United         |
| 30 | TM | Zaiful Nizam              | 24 tháng 7, 1987  | 2    | 0   | Balestier Khalsa    |
|    |    |                           |                   |      |     |                     |
| 2  | HV | Shakir Hamzah             | 20 tháng 10, 1992 | 43   | 0   | Home United         |
| 4  | HV | Nazrul Nazari             | 11 tháng 2, 1991  | 27   | 0   | Hougang United      |
| 5  | HV | Baihakki Khaizan          | 31 tháng 1, 1984  | 133  | 5   | Unattached          |
| 7  | HV | Zulqarnaen Suzliman       | 29 tháng 3, 1998  | 3    | 0   | Young Lions         |
| 9  | HV | Faritz Hameed             | 16 tháng 1, 1990  | 29   | 0   | Home United         |
| 16 | HV | Irfan Fandi               | 13 tháng 8, 1997  | 17   | 1   | Young Lions         |
| 21 | HV | Safuwan Baharudin         | 22 tháng 9, 1991  | 81   | 7   | Pahang              |
|    |    |                           |                   |      |     |                     |
| 8  | TV | Jacob Mahler              | 20 tháng 4, 2000  | 2    | 1   | Young Lions         |
| 11 | TV | Yasir Hanapi              | 21 tháng 6, 1989  | 26   | 1   | Tampines Rovers     |
| 13 | TV | Izzdin Shafiq             | 14 tháng 12, 1990 | 33   | 0   | Home United         |
| 14 | TV | Hariss Harun (đội trưởng) | 19 tháng 11, 1990 | 86   | 8   | Johor Darul Ta'zim  |
| 22 | TV | Gabriel Quak              | 22 tháng 12, 1990 | 23   | 3   | Navy                |
| 23 | TV | Zulfahmi Arifin           | 5 tháng 10, 1991  | 36   | 0   | Unattached          |
| 25 | TV | Anumanthan Kumar          | 14 tháng 7, 1994  | 17   | 0   | Home United         |
| 27 | TV | Adam Swandi               | 12 tháng 1, 1996  | 6    | 0   | Albirex Niigata (S) |
|    |    |                           |                   |      |     |                     |
| 10 | TĐ | Faris Ramli               | 24 tháng 8, 1992  | 43   | 4   | PKNS                |
| 15 | TĐ | Iqbal Hussain             | 6 tháng 6, 1993   | 5    | 0   | Hougang United      |
| 17 | TĐ | Shahril Ishak             | 23 tháng 1, 1984  | 137  | 14  | Home United         |
| 19 | TĐ | Khairul Amri              | 14 tháng 3, 1985  | 125  | 32  | Tampines Rovers     |
| 20 | TĐ | Ikhsan Fandi              | 9 tháng 4, 1999   | 8    | 3   | Young Lions         |

### Đông Timor
Huấn luyện viên trưởng:  Tsukitate Norio
Đội hình cuối cùng đã được công bố vào ngày 2 tháng 11 năm 2018.
| Số | VT | Cầu thủ             | Ngày sinh (tuổi)            | Trận | Bàn | Câu lạc bộ      |
| -- | -- | ------------------- | --------------------------- | ---- | --- | --------------- |
|    | TM | Aderito             | 15 tháng 5, 1997            | 8    | 0   | Ponta Leste     |
|    | TM | Fagio Augusto       | 29 tháng 4, 1997            | 5    | 0   | Karketu Dili    |
|    |    |                     |                             |      |     |                 |
|    | HV | Candido             | 2 tháng 12, 1997 (20 tuổi)  | 3    | 0   | Ponta Leste     |
|    | HV | Victor (đội trưởng) | 5 tháng 12, 1997            | 12   | 0   | Karketu Dili    |
|    | HV | Gumario             | 18 tháng 10, 2001 (16 tuổi) | 4    | 0   | Boavista        |
|    | HV | Jose Silva          | 24 tháng 4, 1998            | 7    | 0   | Boavista        |
|    | HV | Armindo De Almeida  | 18 tháng 4, 1998            | 1    | 0   | Académica       |
|    | HV | Ricky               | 17 tháng 6, 1994            | 8    | 0   | Benfica Laulara |
|    | HV | Domingos            | 13 tháng 7, 1997            | 1    | 0   | Karketu Dili    |
|    | HV | Ady                 | 2 tháng 6, 1995             | 21   | 3   | Ponta Leste     |
|    |    |                     |                             |      |     |                 |
|    | TV | Yohanes             | 1 tháng 10, 2000            | 1    | 0   | Benfica Laulara |
|    | TV | Osvaldo Belo        | 18 tháng 10, 2000           | 6    | 0   | Karketu Dili    |
|    | TV | João Pedro          | 20 tháng 8, 2000            | 3    | 0   | Benfica Laulara |
|    | TV | Filomeno Junior     | 5 tháng 8, 2000 (18 tuổi)   | 3    | 0   | Benfica Laulara |
|    | TV | Nelson Viegas       | 24 tháng 12, 1999           | 10   | 1   | Boavista        |
|    | TV | Nataniel Reis       | 25 tháng 3, 1995            | 18   | 0   | Boavista        |
|    | TV | José Almeida        | 12 tháng 7, 1996            | 1    | 1   | DIT FC          |
|    | TV | Gelvanio            | 8 tháng 10, 1998 (19 tuổi)  | 2    | 0   | Boavista        |
|    | TV | Feliciano Goncalves | 11 tháng 2, 1997            | 1    | 0   | Ponta Leste     |
|    |    |                     |                             |      |     |                 |
|    | TĐ | Henrique Cruz       | 6 tháng 12, 1997            | 21   | 3   | Boavista        |
|    | TĐ | Rufino Gama         | 20 tháng 6, 1998            | 12   | 4   | Karketu Dili    |
|    | TĐ | Silveiro Garcia     | 2 tháng 4, 1994             | 10   | 2   | Ponta Leste     |
|    | TĐ | Savio               | 28 tháng 8, 1992            | 2    | 0   | Boavista        |